# Quilliene
Die Quilliene (auch: Quilienne oder Quillienne; picardisch: Kilienne) ist ein kleiner Fluss in Frankreich, der in der Region Hauts-de-France verläuft. Sie entspringt im südlichen Gemeindegebiet von Saulty, entwässert generell in südwestlicher Richtung und mündet nach rund 12 Kilometern im Gemeindegebiet von Thièvres als rechter Nebenfluss in den Authie. Auf ihrem Weg durchquert die Quilliene größtenteils das Département Pas-de-Calais und erreicht erst knapp vor der Mündung das benachbarte Département Somme.

## Orte am Fluss
(Reihenfolge in Fließrichtung)
- Warlincourt-lès-Pas
- Grincourt-lès-Pas
- Pas-en-Artois
- Famechon
- Thièvres